# Opius bifossatus
Opius bifossatus är en stekelart som beskrevs av Fischer 1965. Opius bifossatus ingår i släktet Opius och familjen bracksteklar. Inga underarter finns listade i Catalogue of Life.